# Kahla
Kahla is een stad en gemeente in de Duitse deelstaat Thüringen, en maakt deel uit van de Saale-Holzland-Kreis. Kahla telt 6.756 inwoners.

## Geografie, infrastructuur

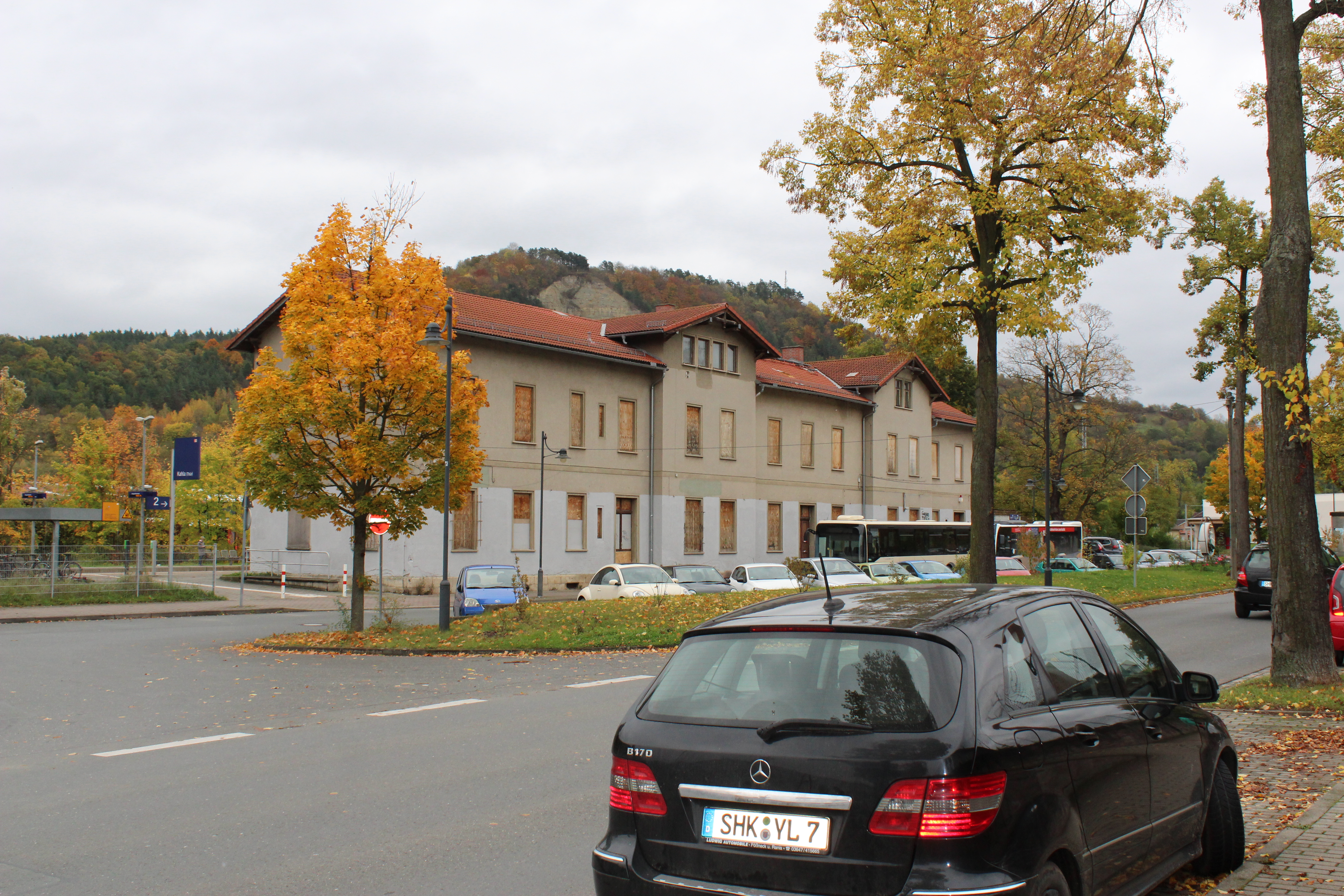
Station
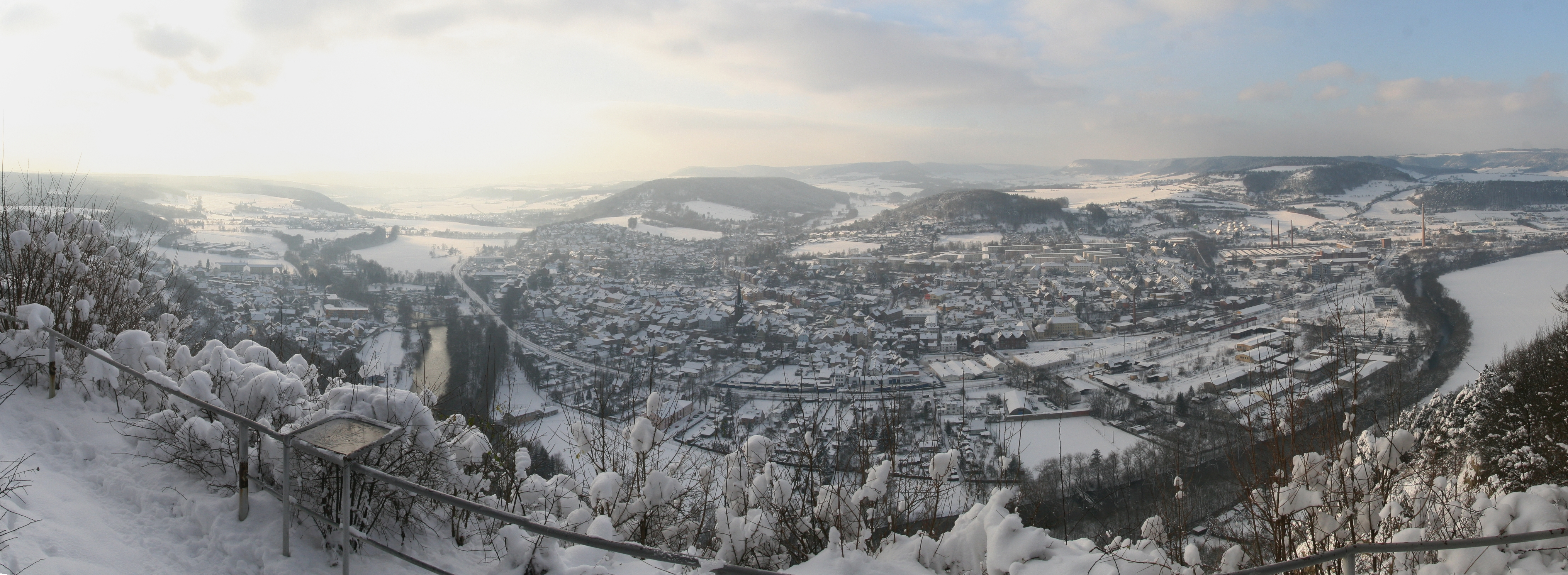
Wintergezicht op Kahla vanaf de heuvel Dohlenstein
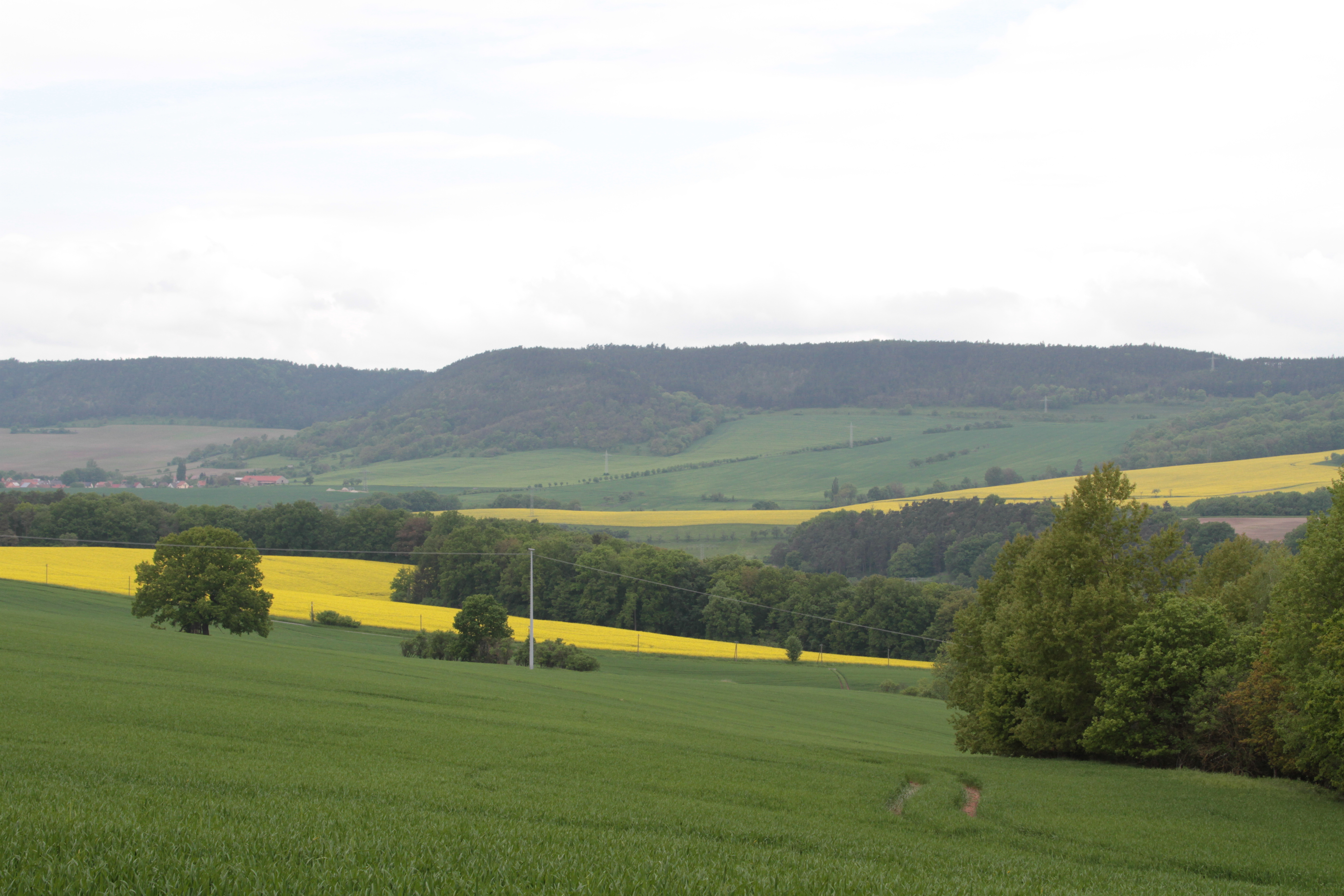
De heuvel Walpersberg

Kahla ligt aan de westoever van de rivier de Saale. Aan de oostkant van de rivier liggen Löbschütz, dat tot de gemeente Kahla behoort, en wat meer naar het noorden Göschwitz, gemeente Jena.
Westelijk van Kahla ligt de ruim 300 meter hoge heuvel Walpersberg. Ten oosten van de stad ligt de ruim 350 meter hoge Dohlenberg, die vanwege talrijke aardverschuivingen berucht is.
Tussen Kahla en het meer noordelijk gelegen Jena liggen de dorpjes Schöps (Thüringen) en Rothenstein (Thüringen). Andere buurdorpen van Kahla zijn Altenberga, Bibra, Großeutersdorf, Großpürschütz, Kleineutersdorf, Lindig en Seitenroda.
Slechts 8 kilometer ten noorden van Kahla loopt de Autobahn A4 in west-oost-richting. Hier is een gemeenschappelijke afrit (nummer 53, kruising met de Bundesstraße 88 Jena - Kahla - Rudolstadt) voor Kahla en Göschwitz, stadsdeel van de nog 7 kilometer verder noordwaarts gelegen stad Jena.
De stad heeft een station aan de spoorlijn Großheringen - Saalfeld (Bahnhof Kahla (Thür)).

## Economie
Sedert de 19e eeuw is de stad zetel van belangrijke porseleinfabricage. De grootste fabriek in Kahla draagt de naam KAHLA/Thüringen Porzellan GmbH. Dit bedrijf was in de DDR een van de grootste porseleinfabrieken van het land. Na Die Wende en een faillissement in 1994 maakte het een succesvolle doorstart. In 2020 ging het bedrijf als gevolg van de COVID-19-crisis weer failliet, maar kon nog datzelfde jaar opnieuw een succesvolle doorstart maken. De onderneming levert vooral serviesgoed voor gebruik in de horeca en bij particulieren thuis.
Sinds 1993 staat in de stad een, in 2018-2020 fors uitgebreide, koekjesfabriek. Deze is van het concern Gruisson - De Beukelaer.

## Geschiedenis

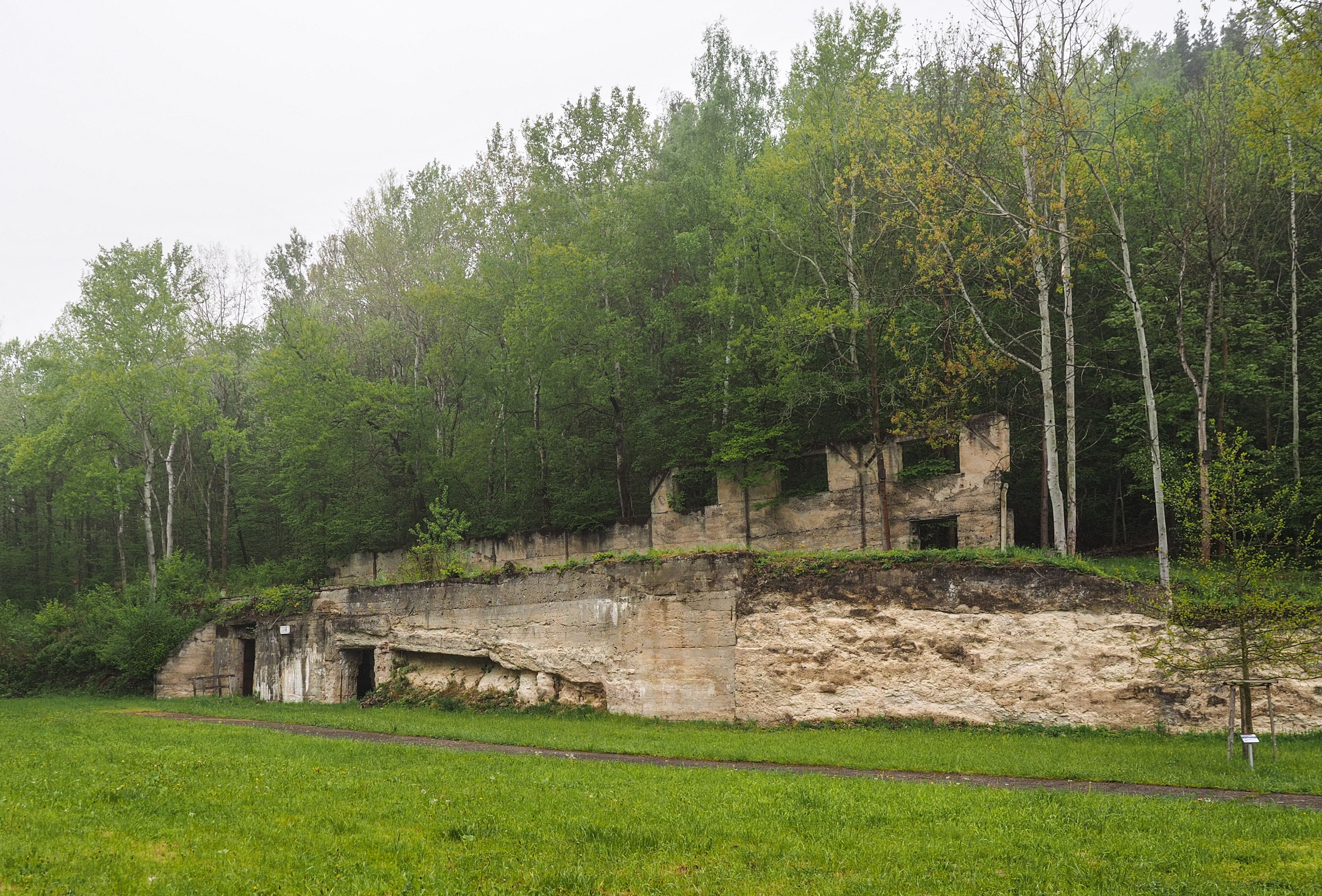
Ruïne REIMAHG-vliegtuigfabriek in de Walpersberg

Kahla ontstond vermoedelijk in de 9e eeuw rondom een (niet meer bestaande) burcht.
De plaats verkreeg in of vóór 1333 stadsrecht. Het stadje wisselde diverse malen van landheer.
In de 15e tot en met de 17e eeuw werd Kahla verscheidene malen getroffen door grote branden of oorlogsgeweld, o.a. tijdens de Dertigjarige Oorlog (1618-1648). Veel oud archiefmateriaal is daardoor verloren gegaan.
Een mijn van de porseleinfabrieken in de Walpersberg in de gemeente Kahla was in de Tweede Wereldoorlog de locatie van de ondergrondse, door dwangarbeiders gebouwde vliegtuigfabriek REIMAHG. Hier werd voor de Luftwaffe de Messerschmitt Me 262 gebouwd.
De rechts-extremistische activist Karl-Heinz Hoffmann heeft lange tijd in Kahla gewoond, bezat er in de jaren 2010 ook onroerend goed en had politieke invloed. Hierdoor was in Kahla het aantal neo-nazi's lange tijd hoger dan gemiddeld in Thüringen.
Kahla is de geboorteplaats van Johann Walter  (1496–1570), componist, dichter van kerkliederen en, volgens de Duitstalige Wikipedia, een belangrijk medewerker van Maarten Luther.

## Bezienswaardigheden
Kahla heeft een historische, bezienswaardige binnenstad. Er staan o.a. twee middeleeuwse, gotische kerkgebouwen, de evangelisch-lutherse St.-Margarethakerk (met in het interieur twee bijzondere kerkorgels) en de kleine, rooms-katholieke St.-Nicolaaskerk. Van de middeleeuwse stadsommuring zijn ook gedeeltes bewaard gebleven. Enige schilderachtige straatjes verbinden het stadscentrum met de wijken daaromheen.
In een fraai vakwerkhuis in de binnenstad, het omstreeks 1600 gebouwde Metznersche Haus, is een klein streekmuseum gevestigd.
Kahla ligt aan de Saale. Langs deze rivier, die in zijn dal nogal wat natuurschoon te bieden heeft, loopt een langeafstands-fietsroute.

## Afbeeldingen

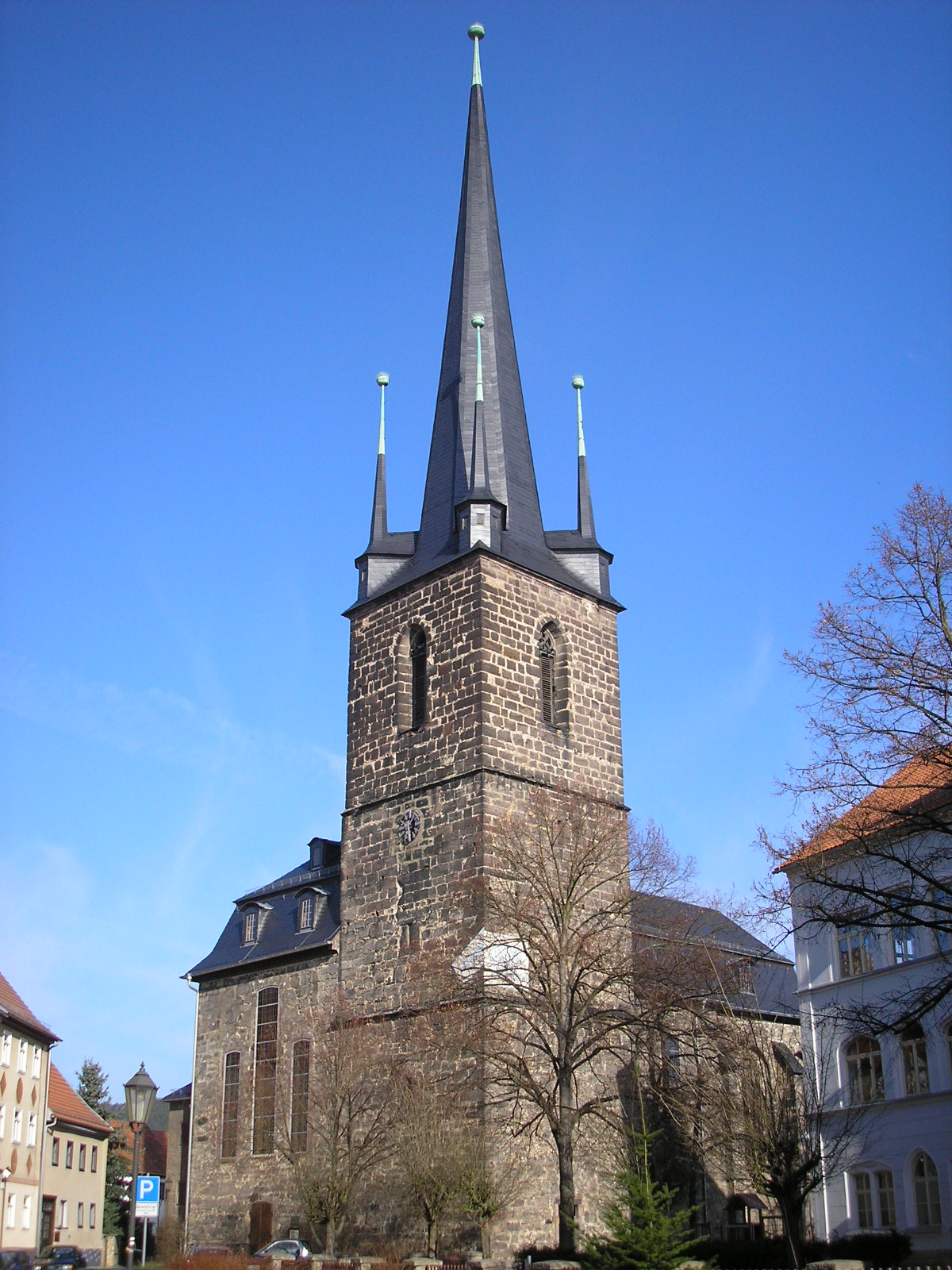
Evang.-lutherse stads- of St. Margarethakerk
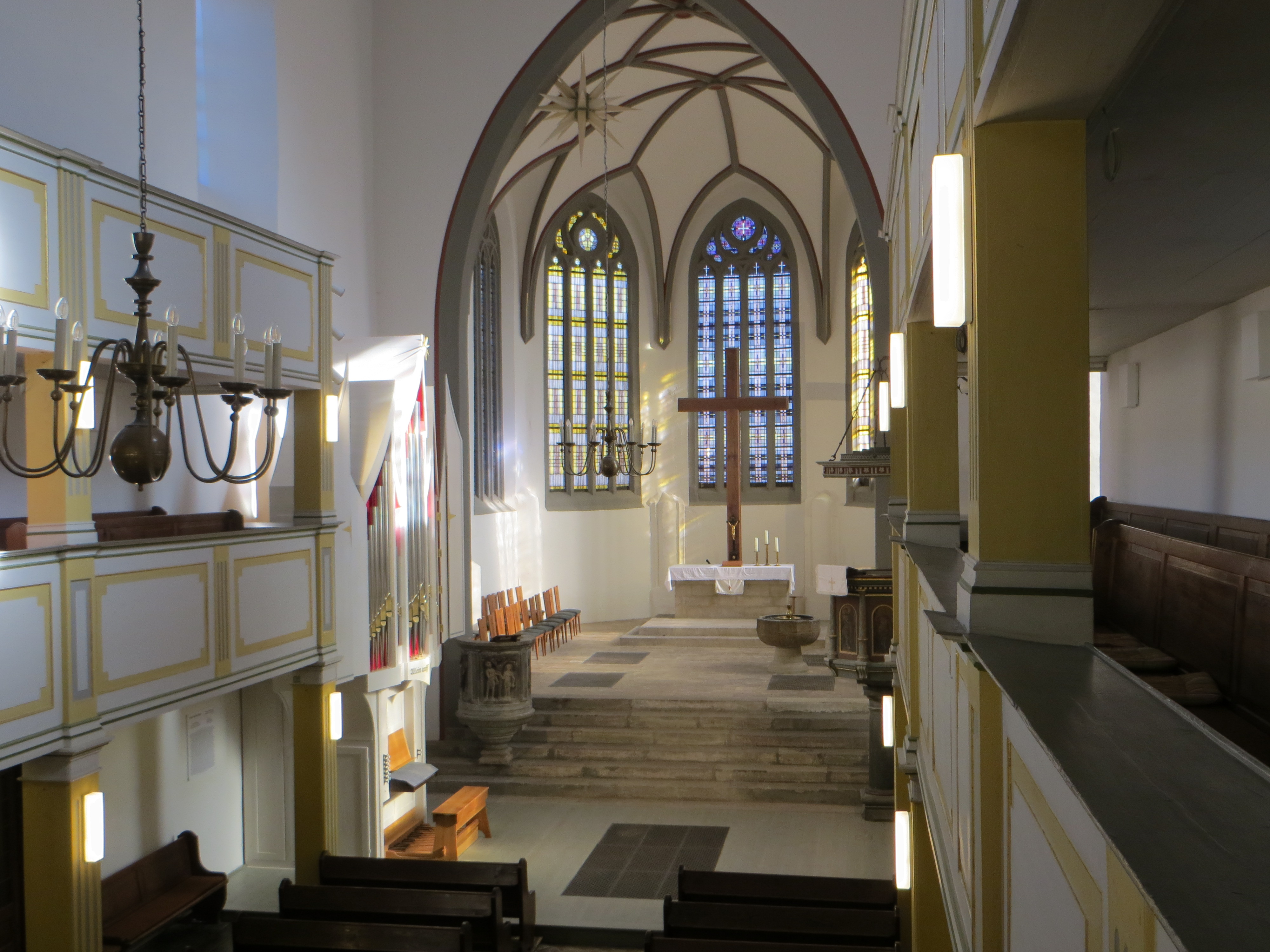
Interieur van deze kerk
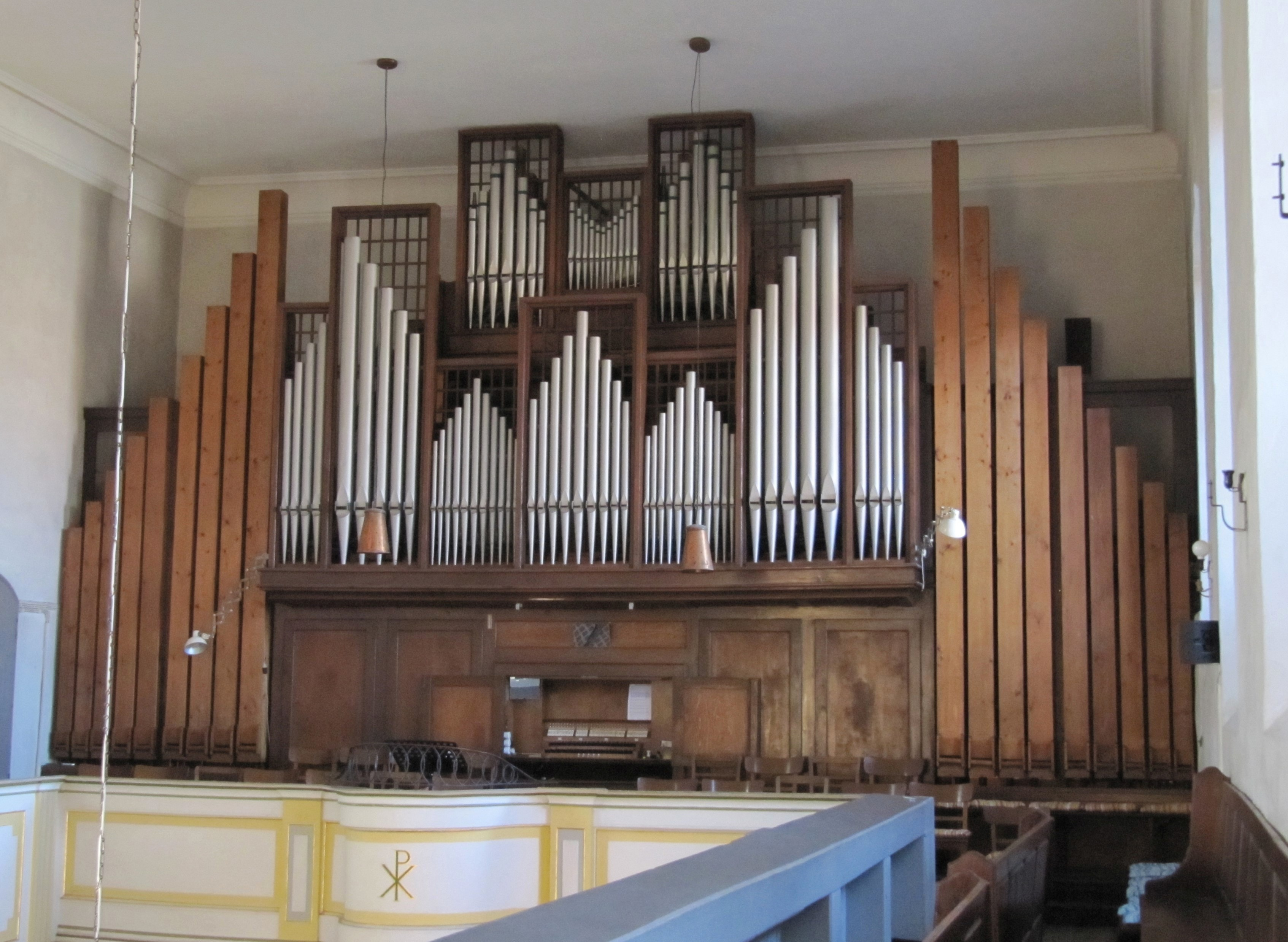
Een van de twee monumentale orgels in deze kerk
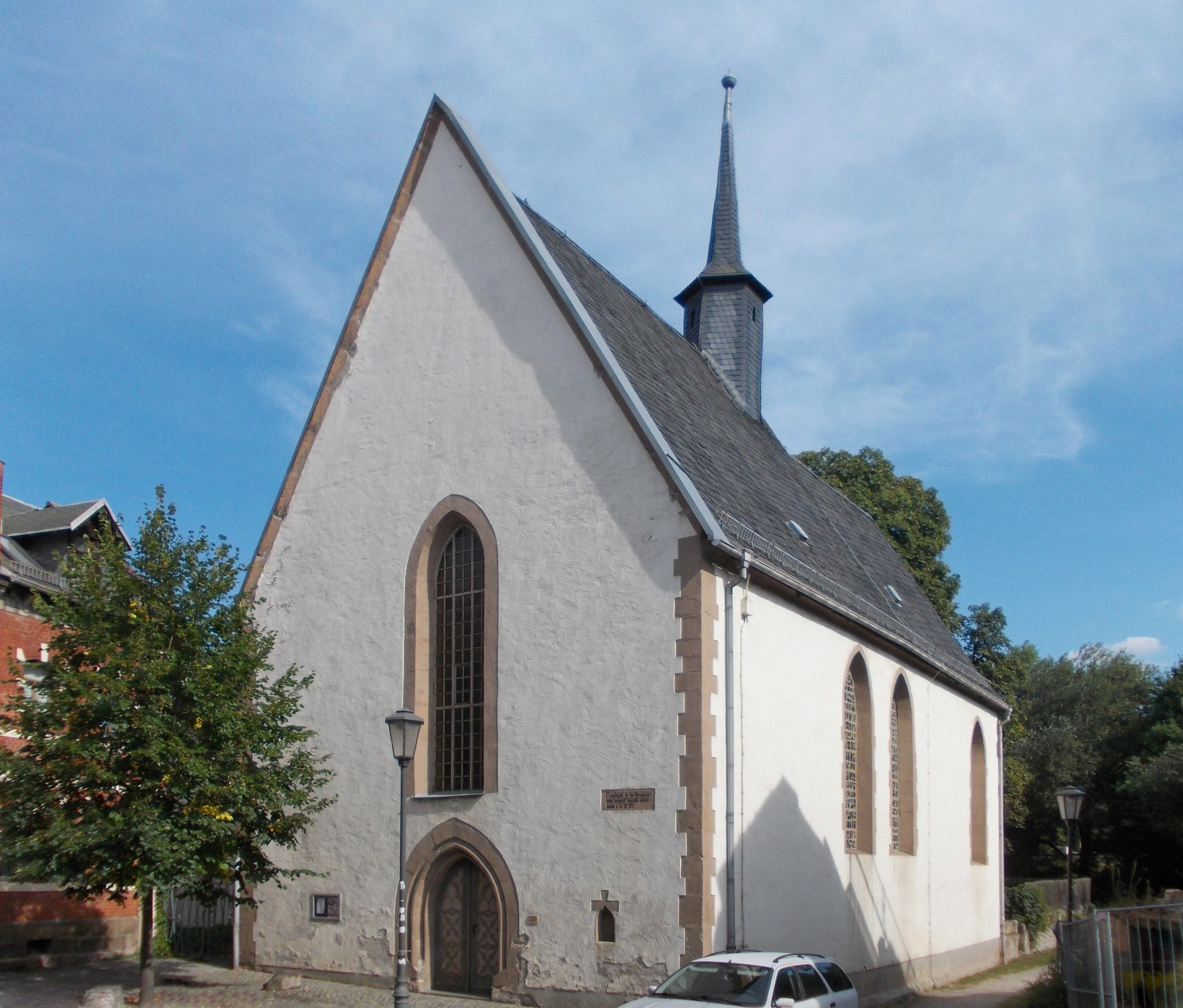
St.-Nicolaaskerk, Kahla (15e eeuw)
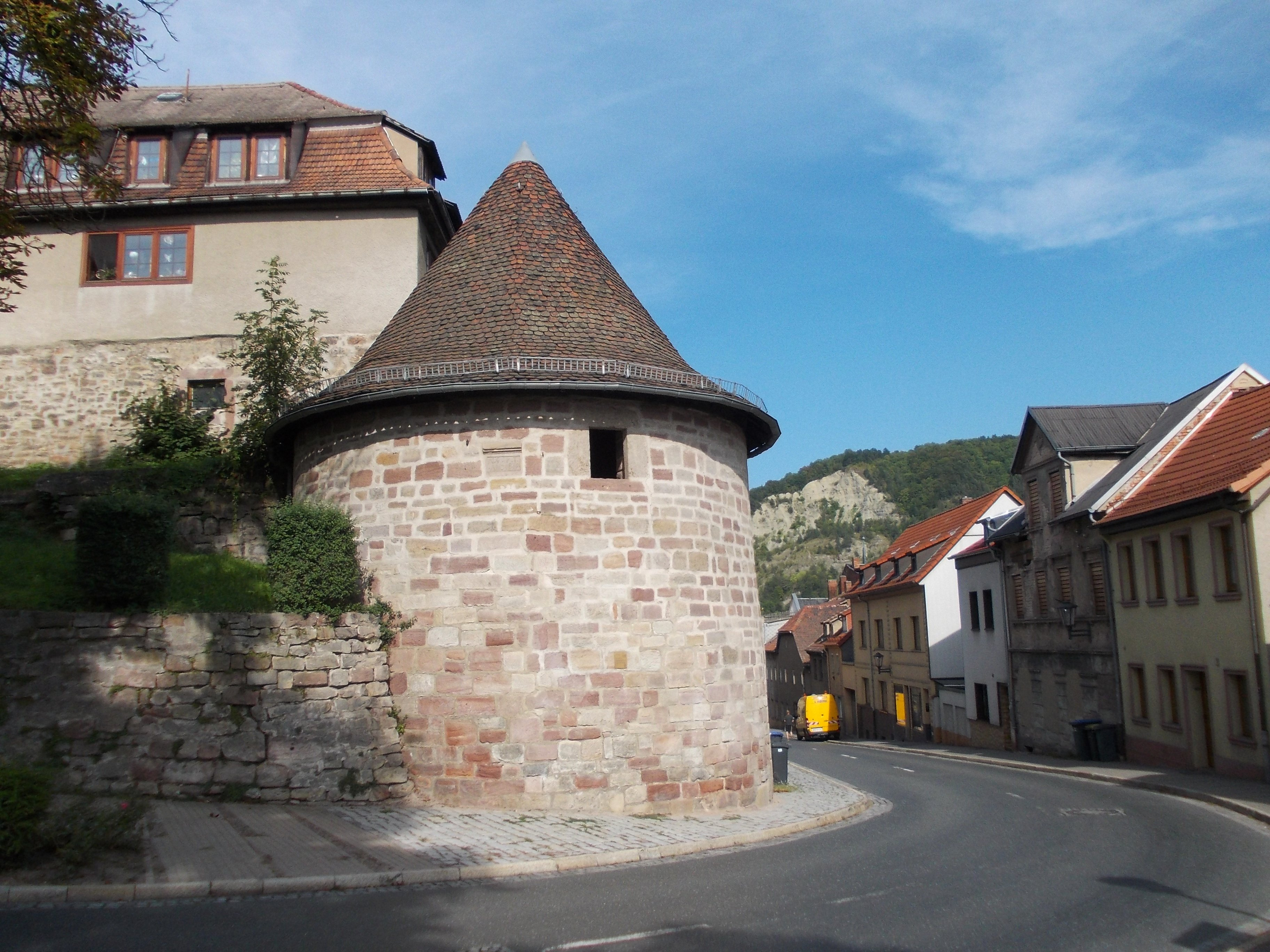
Stadstoren Malzturm, Kahla
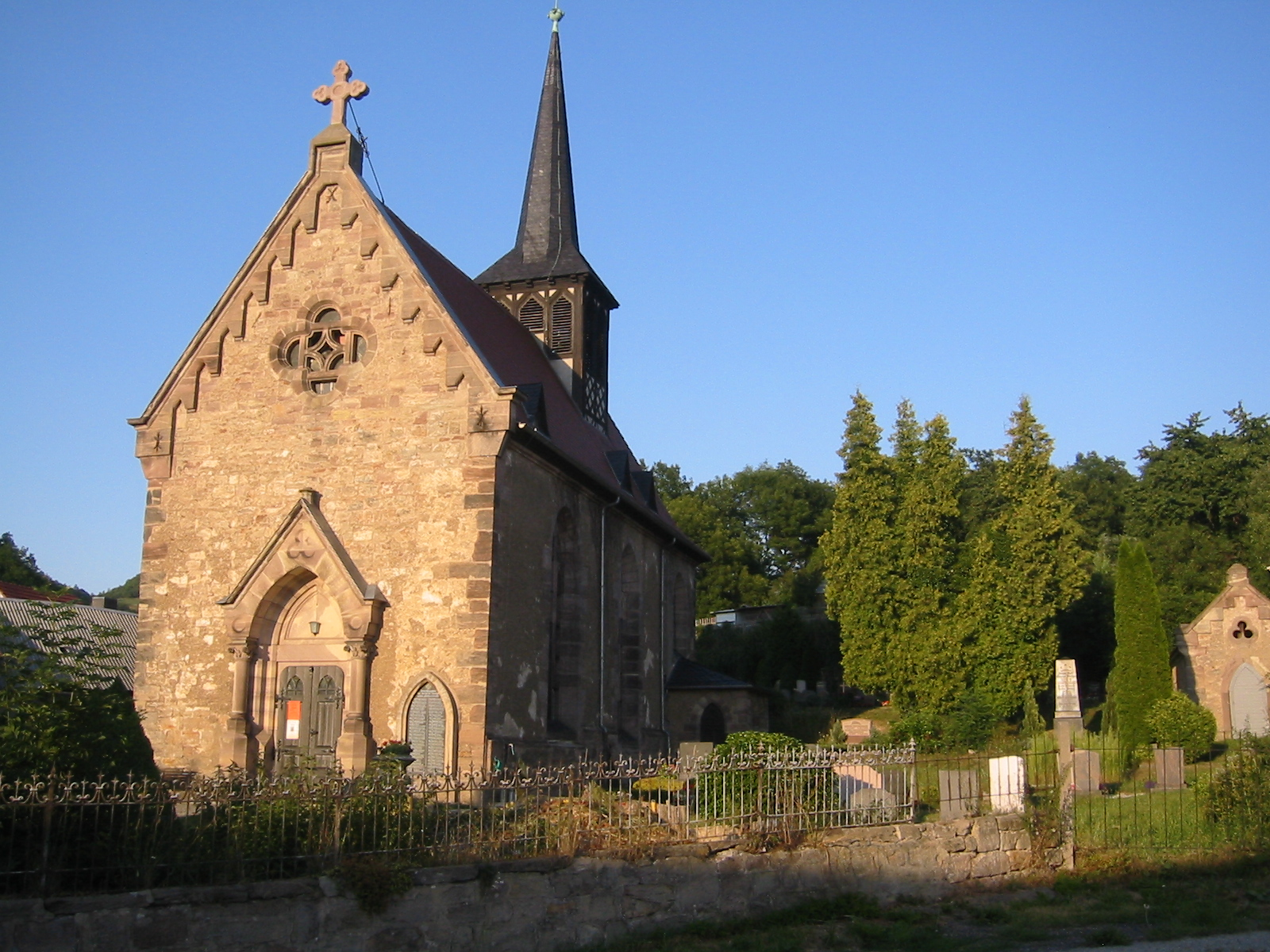
Kerk in Kahla-Löbschütz
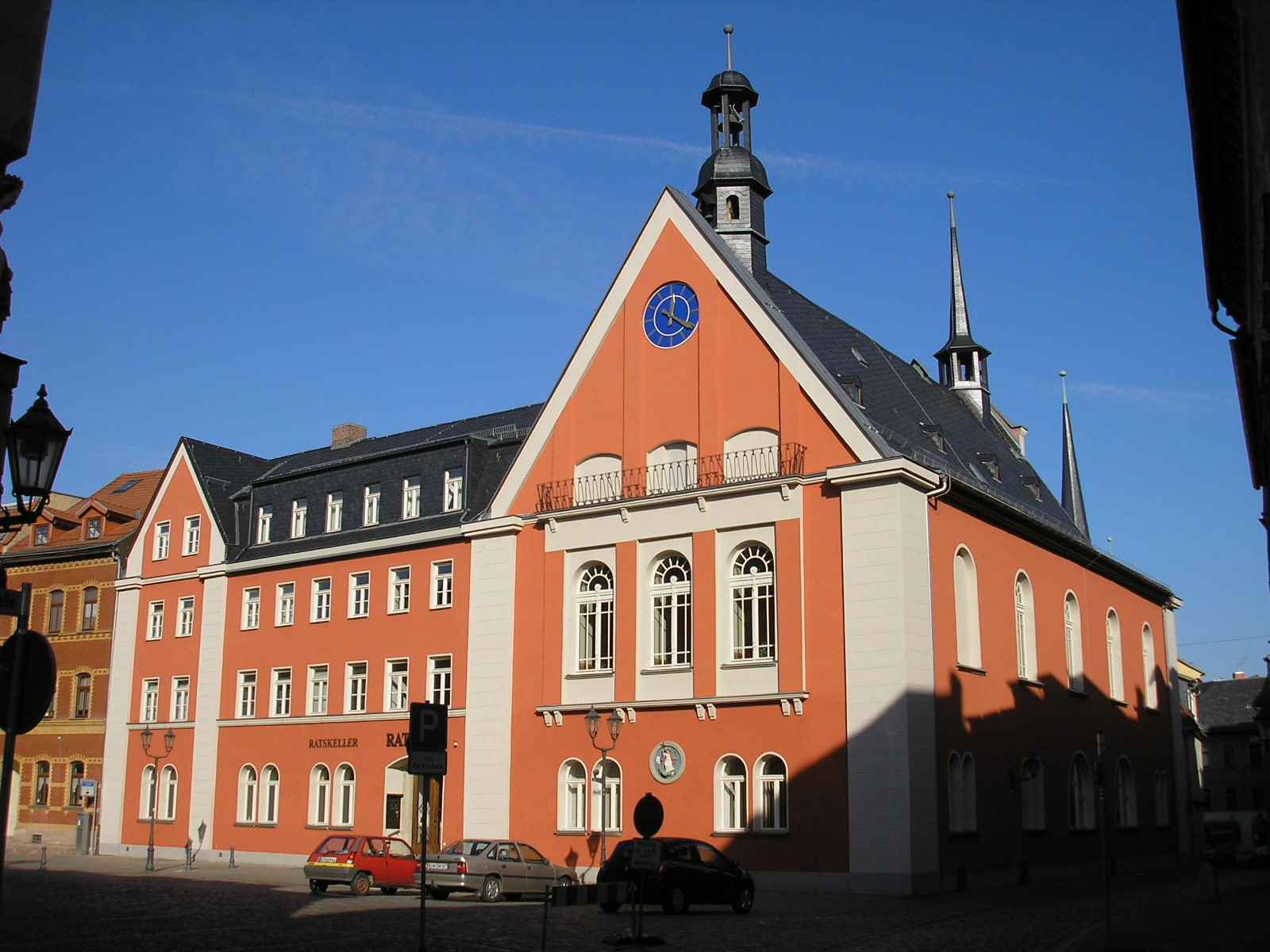
Raadhuis van Kahla

## Partnergemeentes
Kahla onderhoudt jumelages met:
- Castelnovo ne' Monti, Italië
- Schorndorf (Baden-Württemberg)

Albersdorf · Altenberga · Bad Klosterlausnitz · Bibra · Bobeck · Bremsnitz · Bucha · Bürgel · Crossen an der Elster · Dornburg-Camburg · Eichenberg · Eineborn · Eisenberg · Frauenprießnitz · Freienorla · Geisenhain · Gneus · Golmsdorf · Gösen · Graitschen b. Bürgel · Großbockedra · Großeutersdorf · Großlöbichau · Großpürschütz · Gumperda · Hainichen · Hainspitz · Hartmannsdorf · Heideland · Hermsdorf · Hummelshain · Jenalöbnitz · Kahla · Karlsdorf · Kleinbockedra · Kleinebersdorf · Kleineutersdorf · Laasdorf · Lehesten · Lindig · Lippersdorf-Erdmannsdorf · Löberschütz · Mertendorf · Meusebach · Milda · Möckern · Mörsdorf · Nausnitz · Neuengönna · Oberbodnitz · Orlamünde · Ottendorf · Petersberg · Poxdorf · Rattelsdorf · Rauda · Rauschwitz · Rausdorf · Reichenbach · Reinstädt · Renthendorf · Rothenstein · Ruttersdorf-Lotschen · Scheiditz · Schkölen · Schleifreisen · Schlöben · Schöngleina · Schöps · Seitenroda · Serba · Silbitz · Stadtroda · St. Gangloff · Sulza · Tautenburg · Tautendorf · Tautenhain · Thierschneck · Tissa · Tröbnitz · Trockenborn-Wolfersdorf · Unterbodnitz · Waldeck · Walpernhain · Waltersdorf · Weißbach · Weißenborn · Wichmar · Zimmern · Zöllnitz